# Gloeosoma levantinum
Gloeosoma levantinum is een keversoort uit de familie molmkogeltjes (Corylophidae). De wetenschappelijke naam van de soort werd in 1913 gepubliceerd door Sahlberg.